# Andrew Jackson Blackbird
Andrew Jackson Blackbird o Mack-e-te-be-nessy (Michigan, 1815-1908) fou un cabdill dels ottawa, s'educà en el sistema tradicional però anà a l'escola parroquial. El 1855 participà com a conseller en el Tractat que els va adjudicar una reserva a Michigan. El 1858 comprà un edifici que va fer servir com a correus i per a escriure una History of the Ottawa and Chippewa Indians of Michigan (1887).